# Partido de Lezama
Pour les articles homonymes, voir Lezama.
Lezama est un partido de la province de Buenos Aires, en Argentine. Sa capitale est Lezama. Il a été créé en 2009.
Le partido est voisin des partidos de Chascomús, de Castelli et de Pila.

## Histoire
Le partido a été créé par une loi provinciale adoptée le 22 décembre 2009 par la Chambre des Députés de la Province de Buenos Aires.

## Localités
- Lezama 4.111 habitants en 2001
- Monasterio